# Муртазалиев, Омар Джавиевич
Омар Джавиевич Муртазалиев (17 августа 1963, с. Убра, Лакский район, Дагестанская АССР, РСФСР, СССР) — советский и российский спортсмен, специализируется по карате кумите, чемпион СССР и России. Заслуженный тренер России. Главный тренер сборной России по карате до 2019 года.

## Спортивная карьера
Спортивную карьеру начал в 1980 году в Махачкале под руководством М. Яковлева, затем К. Мурзаева и Магомеда Хачилаева. В 1991 году стал чемпионом СССР, обыграв в финале Рамазана Рамазанова. Является чемпионом России и обладателем Кубка сильнейших. В 1992 году на Кубке СОК СНГ стал бронзовым призёром.

## Тренерская карьера
Омар Муртузалиев имеет звание заслуженного тренера России, подготовил более 20 мастеров международного класса, свыше 35 мастеров спорта России. При нём российские каратисты завоёвывали медали чемпионатов Европы и мира. В конце июля 2019 года был смещён с поста главного тренера сборной России, в связи с неудовлетворительными результатами команды, исполняющим обязанности назначен Исламутдин Эльдарушев.

## Спортивные достижения
- Чемпионат СССР по карате 1991 — ;
- Чемпионат России по карате 1992 — ;
- Кубок сильнейших России 1992 — ;
- Кубок СОК СНГ 1992 — ;

## Личная жизнь
В 1970 году в первый класс в школе в селении Убра, учился там до 3-го класса, с 4 по 5 класс учился в селении Кумух, далее переехал в Махачкалу, где в 1981 году окончил школу № 5. В 1989 году окончил физический факультет Дагестанского государственного педагогического института. Сын: Магомедрасул — также каратист.